# João Bénard da Costa
João Pedro Bénard da Costa GCC • GOIH (Lisboa, 7 de Fevereiro de 1935 — Lisboa, 21 de Maio de 2009) foi um professor, gestor cultural, crítico de cinema e ensaísta português.

## Biografia
Após os estudos secundários, que realizou no Liceu Camões, Bénard da Costa matriculou-se na Faculdade de Direito da Universidade de Lisboa. Em vão, pois depressa se mudou para Letras, onde viria a licenciar-se em Ciências Histórico-Filosóficas, em 1959. Para conclusão do curso apresentou uma monografia intitulada Do tema do outro no personalismo de Emmanuel Mounier.
Convidado a ingressar como assistente naquela Faculdade, um parecer desfavorável da PIDE afastou-o do ensino universitário, o que o levou a procurar no ensino particular a sua subsistência. Foi então professor no Seminário Menor de Almada e no Externato Frei Luís de Sousa, na mesma cidade, até 1965. Mais tarde seria admitido como professor no Liceu Camões, mas acabaria afastado, de novo, por motivos políticos. Passou então a lecionar no Colégio Moderno, a escola fundada por João Lopes Soares na década de 1940.
Intelectual ativo e militante católico, João Bénard da Costa presidiu à Juventude Universitária Católica, entre 1957 e 1958, e ajudou a fundar a revista de filosofia, literatura e artes O Tempo e o Modo, em 1963. Essa revista — uma espécie de símbolo dos chamados «católicos progressistas»; designação atribuída aos católicos que se opunham ao Estado Novo — contou com Bénard da Costa como chefe de redação e, posteriormente, como diretor, até ao ano de 1970.
Seria contudo à paixão pelo cinema que Bénard da Costa se dedicaria de forma mais profunda  — a sua ligação a esta arte começa com a participação no movimento cineclubista, que irradiou no meio universitário lisboeta no final dos anos 1950. Na década de 1960 assumiria a função de coordenador do Setor de Cinema do Serviço de Belas-Artes da Fundação Calouste Gulbenkian, de 1969 até 1971, depois, de ter colaborado no Centro de Investigação Pedagógica da mesma Fundação, entre 1964 e 1966.
Entretanto, em 1973, é contratado para lecionar a disciplina de História do Cinema, na então Escola de Cinema do Conservatório Nacional, posteriormente transformada em escola superior. Lecionou nessa escola, onde se formaria a maioria dos cineastas portugueses surgidos de final dos anos 1970 em diante, até ao ano de 1980.
Precisamente no ano de 1980, o governo chefiado por Francisco Sá Carneiro nomeou Bénard da Costa para subdiretor da Cinemateca Portuguesa. 11 anos volvidos, em 1991, passaria a diretor da mesma instituição, por nomeação do governo de Aníbal Cavaco Silva. Manteve-se neste cargo durante 18 anos consecutivos, até 2009. 
A passagem de Bénard da Costa pela Cinemateca deixou uma marca decisiva na programação de obras relevantes da história do cinema, além de ter sido a responsável pela condução das obras de renovação das instalações. Na parte museológica, coube-lhe ainda criar as condições necessárias para boa conservação e restauro dos filmes em arquivo.
Ao longo dos mesmos anos em que dirigiu a Cinemateca, Bénard da Costa publicou diversos ensaios e críticas cinematográficas, a que se juntam as monografias sobre as obras dos realizadores Alfred Hitchcock (1982), Luis Buñuel (1982), Fritz Lang (1983), John Ford (1983), Josef Von Sternberg (1984), Nicholas Ray (1984) e Howard Hawks (1988). Também assinou o artigo sobre cinema português na Enciclopédia Einaudi, incluído na História do Cinema Mundial (2000), coordenada por Gian Piero Brunetta. 
Publicou também os livros O Musical (1987), Os Filmes da Minha Vida (1990), Histórias do Cinema Português (1991), Muito Lá de Casa (1993) e O Cinema Português Nunca Existiu (1996).
Entre as demais atividades de gestão cultural que desempenhou, Bénard da Costa foi, de 1966 a 1974, secretário executivo da Comissão Portuguesa da Associação Internacional para a Liberdade da Cultura; e, entre 1997 e 2001, por designação do Presidente da República Jorge Sampaio, presidente da Comissão do Dia de Portugal, de Camões e das Comunidades Portuguesas.
Recebeu o Prémio de Estudos Fílmicos da Universidade de Coimbra em 1995 e o Prémio Pessoa em 2001.
Fumador compulsivo, morreria vítima de cancro, aos 74 anos em 2009.

## Filmografia como actor
Desde a década de 1970, sob o pseudónimo de Duarte de Almeida, Bénard da Costa apareceu como ator em mais de uma dezena de longas-metragens de Manoel de Oliveira — 2007 - Rencontre Unique, 2005 - Espelho Mágico, 2002 - O Princípio da Incerteza, 2001 - Porto da Minha Infância, 2000 - Palavra e Utopia, 1995 - O Convento, 1994 - A Caixa, 1990 - Non, ou a Vã Glória de Mandar, 1985 - Le Soulier de Satin, 1981 - Francisca, 1979 - Amor de Perdição; 1972 - O Passado e o Presente. Participou, igualmente, em La ville des pirates (1983) de Raúl Ruiz, e em Recordações da Casa Amarela (1989) de João César Monteiro, galardoado com o Leão de Prata do Festival de Veneza de 1989. Já em 2011 participou em Viagem a Portugal, de Sérgio Tréfaut.

## Condecorações[1]
- Oficial (1990) da Ordem das Artes e das Letras de França (1990)[2]
- Grande-Oficial da Ordem do Infante D. Henrique de Portugal (10 de Junho de 1990)
- Grã-Cruz da Ordem Militar de Nosso Senhor Jesus Cristo de Portugal (21 de Novembro de 2005)
- Medalha de Mérito Cultural do Ministério da Cultura de Portugal (? de ? de 2008)

## Textos online
- Os Filmes da Minha Vida(blogue)